# Yūri-kinsai
Yūri-kinsai (釉裏金彩) é uma técnica de aplicação de folha de ouro utilizada nas cerâmicas e porcelanas japonesas. Ela forma uma camada envernizada sobre as porcelana que recebeu o aplique das folhas de ouro. Em 2011, a técnica foi registrada pelo governo japonês como um bem cultural imaterial.
Yūri-kinsai é uma tática complicada e dispendiosa, pois exige que os recipientes de cerâmica sejam levados ao forno diversas vezes. 

## Técnica
Para a realização do yūri-kinsai, são usados dois tipos de folha de ouro diferentes, uma sendo uma camada fina e a outra uma camada mais grossa. Antes de levar o recipiente ao forno e vidrá-lo, as folhas de ouro são cortadas ou cavadas nos formatos desejados e aplicadas na superfície esmaltada. O objeto é então coberto com verniz claro e levado ao forno em temperaturas baixas e controladas. Na fase final do processo, às vezes duas camadas de esmalte com soda cáustica para vitrificação podem ser aplicadas, geralmente em momentos diferentes para que a cerâmica asse no meio-tempo. A diferentes espessuras das camadas das folhas de ouro criam o contraste da estampa com a cor-base da porcelana e a camada envernizada, causando um efeito visual intenso.
Além do ouro, outros metais nobres, como a prata (yūri-ginsai 釉裏銀彩) ou platina podem ser usado.

## Artistas notáveis
A porcelana kutani moderna apresenta técnicas refinadas de yūri-kinsai. O forno especial Kinzangama foi estabelecido pela família Yoshita em Komatsu, Ishikawa, em 1906. A terceira geração era de Minori Yoshita (吉田美統, Yoshita Minori), artista que que foi considerado um tesouro nacional vivo pelo conjunto seu trabalho.
Hakuko Ono (小野珀子, Ono Hakuko, 1915 - 1966)  foi uma artista de Nagoya, que viveu e trabalhou em Ureshino, na prefeitura de Saga. Ela se estabeleceu como artista na década de 1970, com seus trabalhos de porcelana, e se tornou conhecida por suas obras com yūri-kinsai. Seu filho Jiro Ono (小野次郎, Ono Jiro) continua a tradição de trabalhar com a técnica.
Takuro Furukawa trabalha com uma técnica chamada Yūri-Hakkinnsai (釉裏白金彩), que usa platina no lugar do ouro.